# نبرد خوانندگی
نبرد خوانندگی (انگلیسی: Singing Battle; کره‌ای: 노래싸움 - 승부) یک برنامه تلویزیونی کره جنوبی سال ۲۰۱۶ است. این برنامه از ۲۱ اکتبر ۲۰۱۶، جمعه‌ها ساعت ۲۰:۳۰ (کی‌اس‌تی) از کی‌بی‌اس۲ پخش شد. آخرین قسمت فصل ۱ در ۱۹ مه ۲۰۱۷ پخش شد.

## مجری
- نام گونگ مین (پایلوت، قسمت ۱–۲۱)[۴][۵]
- هیون وو (قسمت ۲۲–۲۹)[۶][۷]